# Anne Maar
Anne Maar (* 1965 in Stuttgart) ist eine deutsche Kinderbuchautorin, Theaterregisseurin und Leiterin des Fränkischen Theaters Schloss Maßbach.

## Leben
Sie ist die Tochter des Kinderbuchautors Paul Maar und der Familientherapeutin Nele Maar und die Enkelin des Schauspielers und Theaterregisseurs Oskar Ballhaus und dessen erster Ehefrau, der Schauspielerin Lena Hutter (1911–2003), die zusammen 1946 in Coburg das „Fränkische Theater“ gründeten. 
Nach dem Abitur begann Maar als Museumswärterin zu arbeiten und verfasste gemeinsam mit Andreas Fröhlich mehrere Drehbücher, unter anderem für die Kinderserie Siebenstein. Später arbeitete sie zunächst als Regieassistentin, später als Regisseurin am Theater. 1993 erschien ihr erstes Kinderbuch.
Ihre Bilderbücher sind eher fantastisch, die längeren Geschichten realistisch und behandeln häufig das Thema Freundschaft – zwischen Mädchen und Jungen, zwischen Kindern und Erwachsenen sowie zwischen Kindern und Tieren. Dabei geht sie auch auf Angst, Streit und Einsamkeit ein.
Nach dem Tod ihrer Großmutter Lena Hutter übernahm sie von ihr und deren zweitem Ehemann Herbert Heinz (1922–2002) die Leitung des „Fränkischen Theaters“ und setzt damit die Tradition ihrer Großeltern fort.
Sie schrieb mit Andreas Armand Aelter das Theaterstück Die Weiße Rose, das am „Fränkischen Theater Schloss Maßbach“ erfolgreich aufgeführt wurde, im Jahr 2010 das Kinderstück Luzi und die Tanten gemeinsam mit Christian Schidlowsky, das in Koproduktion zwischen dem Fränkischen Theater und dem Stadttheater Fürth in Fürth uraufgeführt wurde.
Seit 1991 lebt Maar im unterfränkischen Wetzhausen.

## Werke

### Bilderbücher
- Der Käfer Fred. Illustrationen von Verena Ballhaus. Verlag Pro Juventute, 1997. ISBN 3-715-20378-1
- Die Biberburgenbaumeister. Illustrationen von Paul Maar. Ellermann Verlag, 1998. ISBN 3-770-76394-7
- Die Wolfsjungen. Illustrationen von Michael Ruppel. Ellermann Verlag, 1999. ISBN 3-770-76410-2
- Pozor. Illustrationen von Bernd Mölck-Tassel. Bajazzo Verlag, 2000. ISBN 3-907-58816-9
- Käfers Reise. Illustrationen von Antje Damm. Verlag Pro Juventute, 2000. ISBN 3-715-20429-X
- Alles falsch, Tante Hanna. Illustrationen von Verena Ballhaus. Verlag Pro Juventute, 2001. ISBN 978-3-715-20436-9
- Mäuseschmaus. Illustrationen von Antje Damm. Verlag Pro Juventute, 2001. ISBN 3-715-20441-9
- Lotte und Lena im Buchstabenland. Illustrationen von Stefanie Harjes. Bajazzo Verlag, 2005. ISBN 978-3-907-58857-4
- Applaus für Caruso. Illustrationen von Anke Faust. Tulipan Verlag, Berlin 2009, ISBN 978-3-939944-31-7

### Erstlesebücher
- Ein Wunschhund für Oskar – Tulipan Verlag
- Hugo zieht um – Tulipan Verlag – beide illustriert von Verena Ballhaus
- Fußball und Zitroneneis – Tulipan Verlag – illustriert von SaBine Büchner

### Kinderbücher
- Das Geheimzimmer. book on demand
- Die andere Freundin. Illustrationen von Verena Ballhaus. Bajazzo Verlag, 1998. ISBN 3-907-58803-7
- Der Sprung ins Wasser. Bajazzo Verlag, 2000. ISBN 3-907-58814-2
- Mehr Affen als Giraffen – Oetinger Verlag, gemeinsam mit Paul Maar, illustriert von Verena Ballhaus

## Auszeichnungen
- 2017  Unterfränkischen Kulturpreis.[1]
- 2018  Literaturstipendium des Freistaats Bayern für ihr Romanprojekt Irgendwo in mir bin ich[2]
- 2020 Pro meritis scientiae et litterarum[3]
- 2022 Bayerischer Verfassungsorden[4]